# Lougidounon
Lougidounon, im Lateinischen Lugidunum (altgriechisch Λουγίδουνον), ist ein Ortsname, der in der Geographia des Claudius Ptolemaios als einer der im Innern der Germania magna nördlicher im Westen liegenden Orte (πόλεις) mit 39° 30′ Länge (ptolemäische Längengrade) und 52° 30′ Breite bzw. 52° 10′ Breite angegeben wird. Lougidounon liegt damit nach Ptolemaios zwischen Kolankoron und Stragona. Wegen des Alters der Quelle kann eine Existenz des Ortes um 150 nach Christus angenommen werden.
Bislang konnte der Ort nicht sicher lokalisiert werden. Ein interdisziplinäres Forscherteam um Andreas Kleineberg, das die Angaben von Ptolemaios neu untersuchte, lokalisiert zurzeit Lougidounon anhand der Transformation der antiken Koordinaten am Oderübergang beim heutigen Krossen (Krosno Odrzańskie) in Brandenburg.